# Побачення з зіркою
Побачення з зіркою (англ. Win a Date with Tad Hamilton!) — американський комедійний фільм 2004 року.

## Сюжет
Молода провінційна продавчиня перемагає у телевізійному конкурсі «Побачення з зіркою». Тепер вона вирушає до Голлівуду на побачення з популярним актором-холостяком Тедом Гамільтоном, де у них зав'язується роман. Але тут виявляється, що її найкращий друг, з яким вони дружать з дитинства, має до неї неабиякі почуття.

## Акторський склад

### Основний
- Кейт Босворт
- Тофер Грейс
- Джош Демел
- Ґері Коул
- Джінніфер Ґудвін
- Шон Хейз
- Натан Лейн
- Кетрін Ган
- Октавія Спенсер

### В епізодах
- Емі Смарт
- Рен Торстл
- Венді Вортінгтон
- Стівен Тоболовський
- Мун Бладгуд
- Мері Джо Сміт
- Джозеф Конвері
- Діна Ділл
- Боб Глоуберман
- Джей Андервуд
- Сем Пенкейк
- Патрік О'Браєн
- Ларрі Агні
- Віллоу Бей
- Тодд Еккерт
- Девід Волрод
- Джессі Мосс
- Маршалл Гудмен
- Денні Вайсфельд
- Калеб Спір
- Пітер Йовіно
- Алекс Квассей
- Джордана Брюстер
- Періс Гілтон
- Бонні МакКі